# Grande Prêmio da Austrália de 1986
Resultados do Grande Prêmio da Austrália de Fórmula 1 realizado em Adelaide em 26 de outubro de 1986. Décima sexta etapa do campeonato, nele a vitória de Alain Prost, da McLaren-TAG/Porsche, garantiu o bicampeonato mundial ao francês. Nelson Piquet foi o segundo pela Williams-Honda e Stefan Johansson o terceiro pela Ferrari.

## Resumo
Uma corrida emocionante com Nigel Mansell, Alain Prost e Nelson Piquet disputando o Campeonato na última prova. O finlandês Keke Rosberg da McLaren, que liderava a prova e serviu para forçar o ritmo dos pilotos da Williams, abandona na sua última prova na categoria com o pneu traseiro se desfazendo em tiras.
Nigel Mansell, que tinha tudo para ser campeão com o terceiro lugar, tem o pneu traseiro esquerdo do seu carro estourado na reta Brabham. O piloto britânico da Williams consegue controlar com habilidade o carro com apenas três rodas em plena reta, mas ele é obrigado a abandonar no final da reta na área de escape. Ia a chance de ganhar a primeira na carreira.
No momento Nelson Piquet é o campeão, porque está em primeiro e com Alain Prost em segundo; porém, o piloto brasileiro da Williams não parou nos boxes para colocar novo jogo de pneus enquanto o francês da McLaren já tinha feito. Se Piquet fosse para os boxes, inevitavelmente perderia o título. O piloto da Williams reluta à comunicação da equipe, mas acaba cedendo em função do ocorrido com o seu companheiro de equipe. Com novo jogo de pneus, Piquet volta dezoito segundos atrás de Prost. Chega a encurtar a diferença, mas o piloto francês consegue responder nas voltas seguintes. Alain Prost vence a corrida e é bicampeão mundial de Fórmula 1, Piquet chega em segundo, mas de quatro segundos atrás e termina o campeonato em terceiro lugar.

## Classificação

### Treinos oficiais
| Pos.    | N.º | Piloto             | Construtor             | Q1        | Q2       | Diferença |
| ------- | --- | ------------------ | ---------------------- | --------- | -------- | --------- |
| 1       | 5   | Nigel Mansell      | Williams-Honda         | 1:19.255  | 1:18.403 | —         |
| 2       | 6   | Nelson Piquet      | Williams-Honda         | 1:20.088  | 1:18.714 | + 0.311   |
| 3       | 12  | Ayrton Senna       | Lotus-Renault          | 1:21.302  | 1:18.906 | + 0.503   |
| 4       | 1   | Alain Prost        | McLaren-TAG/Porsche    | 1:19.785  | 1:19.654 | + 1.251   |
| 5       | 25  | René Arnoux        | Ligier-Renault         | 1:20.491  | 1:19.976 | + 1.573   |
| 6       | 20  | Gerhard Berger     | Benetton-BMW           | 1:22.260  | 1:20.554 | + 2.151   |
| 7       | 2   | Keke Rosberg       | McLaren-TAG/Porsche    | 1:21.295  | 1:20.778 | + 2.375   |
| 8       | 26  | Philippe Alliot    | Ligier-Renault         | 1:22.765  | 1:20.981 | + 2.578   |
| 9       | 27  | Michele Alboreto   | Ferrari                | 1:21.709  | 1:21.747 | + 3.306   |
| 10      | 4   | Philippe Streiff   | Tyrrell-Renault        | 1:23.262  | 1:21.720 | + 3.317   |
| 11      | 23  | Andrea de Cesaris  | Minardi-Motori Moderni | 1:23.476  | 1:22.012 | + 3.609   |
| 12      | 28  | Stefan Johansson   | Ferrari                | 1:22.050  | 1:22.309 | + 3.647   |
| 13      | 19  | Teo Fabi           | Benetton-BMW           | 1:22.584  | 1:22.129 | + 3.726   |
| 14      | 11  | Johnny Dumfries    | Lotus-Renault          | 1:23.786  | 1:22.664 | + 4.261   |
| 15      | 15  | Alan Jones         | Haas Lola-Ford         | 24:46.383 | 1:22.796 | + 4.393   |
| 16      | 3   | Martin Brundle     | Tyrrell-Renault        | 1:24.061  | 1:23.004 | + 4.601   |
| 17      | 16  | Patrick Tambay     | Haas Lola-Ford         | 1:24.584  | 1:23.008 | + 4.605   |
| 18      | 24  | Alessandro Nannini | Minardi-Motori Moderni | 1:25.593  | 1:23.052 | + 4.649   |
| 19      | 7   | Riccardo Patrese   | Brabham-BMW            | 1:23.396  | 1:23.230 | + 4.827   |
| 20      | 8   | Derek Warwick      | Brabham-BMW            | 1:23.552  | 1:23.313 | + 4.910   |
| 21      | 14  | Jonathan Palmer    | Zakspeed               | 1:24.509  | 1:23.476 | + 5.073   |
| 22      | 18  | Thierry Boutsen    | Arrows-BMW             | 1:24.768  | 1:24.295 | + 5.892   |
| 23      | 29  | Huub Rothengatter  | Zakspeed               | 1:25.746  | 1:25.181 | + 6.778   |
| 24      | 17  | Christian Danner   | Arrows-BMW             | 1:25.296  | 1:25.233 | + 6.831   |
| 25      | 21  | Piercarlo Ghinzani | Osella-Alfa Romeo      | 3:03.680  | 1:25.257 | + 6.855   |
| 26      | 22  | Allen Berg         | Osella-Alfa Romeo      | 1:28.912  | 1:27.208 | + 8.806   |
| Fontes: |     |                    |                        |           |          |           |

### Corrida
| Pos.    | Nº | Piloto             | Construtor             | Voltas | Tempo/Diferença  | Grid | Pontos |
| ------- | -- | ------------------ | ---------------------- | ------ | ---------------- | ---- | ------ |
| 1       | 1  | Alain Prost        | McLaren-TAG/Porsche    | 82     | 1:54:20.388      | 4    | 9      |
| 2       | 6  | Nelson Piquet      | Williams-Honda         | 82     | + 4.205          | 2    | 6      |
| 3       | 28 | Stefan Johansson   | Ferrari                | 81     | + 1 volta        | 12   | 4      |
| 4       | 3  | Martin Brundle     | Tyrrell-Renault        | 81     | + 1 volta        | 16   | 3      |
| 5       | 4  | Philippe Streiff   | Tyrrell-Renault        | 80     | Pane seca        | 10   | 2      |
| 6       | 11 | Johnny Dumfries    | Lotus-Renault          | 80     | + 2 voltas       | 14   | 1      |
| 7       | 25 | René Arnoux        | Ligier-Renault         | 79     | + 3 voltas       | 5    |        |
| 8       | 26 | Philippe Alliot    | Ligier-Renault         | 79     | + 3 voltas       | 8    |        |
| 9       | 14 | Jonathan Palmer    | Zakspeed               | 77     | + 5 voltas       | 21   |        |
| 10      | 19 | Teo Fabi           | Benetton-BMW           | 77     | + 5 voltas       | 13   |        |
| NC      | 16 | Patrick Tambay     | Haas Lola-Ford         | 70     | Não classificado | 17   |        |
| Ret     | 5  | Nigel Mansell      | Williams-Honda         | 63     | Pneus            | 1    |        |
| Ret     | 7  | Riccardo Patrese   | Brabham-BMW            | 63     | Pane elétrica    | 19   |        |
| Ret     | 2  | Keke Rosberg       | McLaren-TAG/Porsche    | 62     | Pneus            | 7    |        |
| NC      | 22 | Allen Berg         | Osella-Alfa Romeo      | 61     | Não classificado | 26   |        |
| Ret     | 8  | Derek Warwick      | Brabham-BMW            | 57     | Freios           | 20   |        |
| Ret     | 17 | Christian Danner   | Arrows-BMW             | 52     | Motor            | 24   |        |
| Ret     | 18 | Thierry Boutsen    | Arrows-BMW             | 50     | Motor            | 22   |        |
| Ret     | 12 | Ayrton Senna       | Lotus-Renault          | 43     | Motor            | 3    |        |
| Ret     | 23 | Andrea de Cesaris  | Minardi-Motori Moderni | 40     | Falha mecânica   | 11   |        |
| Ret     | 20 | Gerhard Berger     | Benetton-BMW           | 40     | Motor            | 6    |        |
| Ret     | 29 | Huub Rothengatter  | Zakspeed               | 29     | Suspensão        | 23   |        |
| Ret     | 15 | Alan Jones         | Haas Lola-Ford         | 16     | Motor            | 17   |        |
| Ret     | 24 | Alessandro Nannini | Minardi-Motori Moderni | 10     | Acidente         | 18   |        |
| Ret     | 21 | Piercarlo Ghinzani | Osella-Alfa Romeo      | 2      | Transmissão      | 25   |        |
| Ret     | 27 | Michele Alboreto   | Ferrari                | 0      | Acidente         | 9    |        |
| Fontes: |    |                    |                        |        |                  |      |        |

## Tabela do campeonato após a corrida
| Pos.    | Piloto           | Pontos |
| ------- | ---------------- | ------ |
| 1       | Alain Prost      | 72     |
| 2       | Nigel Mansell    | 70     |
| 3       | Nelson Piquet    | 69     |
| 4       | Ayrton Senna     | 55     |
| 5       | Stefan Johansson | 23     |
| Fontes: |                  |        |

| Pos.    | Construtor          | Pontos |
| ------- | ------------------- | ------ |
| 1       | Williams-Honda      | 141    |
| 2       | McLaren-TAG/Porsche | 96     |
| 3       | Lotus-Renault       | 58     |
| 4       | Ferrari             | 37     |
| 5       | Ligier-Renault      | 29     |
| Fontes: |                     |        |

- Nota: Somente as primeiras cinco posições estão listadas e os campeões da temporada surgem grafados em negrito. Entre 1981 e 1990 cada piloto podia computar onze resultados válidos por ano não havendo descartes no mundial de construtores.